# 存在主義美學
存在主義美學（Existential aesthetics），形成於20世紀20年代，在二次大戰後達到鼎盛。存在主義是在胡塞爾現象學基礎上發展起來的，但有不同特點。

## 代表思想家

### 海德格爾
海德格爾是胡塞爾現象學的繼承者。海德格爾認為現象即意識，現象即存在，但它不是主客二分意義上的存在，而是不分主客意義上的所謂「此在，Dasein」即我的存在，或人的存在，又稱「此在存在的本體論」，企圖超越唯物主義和唯心主義，把以往的哲學都稱作形上學加以反對，
他認為，傳統的哲學，都混淆了存在者（Das，Seinde）和存在（Sein），是無根的本體論。形而上學以表象的思惟把握存在者的存在，在近代形成了主體性原則。笛卡兒的「我思故我在」即為其開端。這種主體性原則的確立，造成了主體與客體的對立，及人與世界的疏離。形而上學在黑格爾那裡得以完成，而最後的完成則是尼采的「意志」。這種意志的主體性原則，在現代就成為技術統治世界的依據，人和一切存在者都被交給技術製造去處理，人的人性和物的物性，都成為市場上可以算計出來的市場價值。
由於主體性原則，把一切事物都當作對象來把握和佔有，最終就成了西方社會的物慾橫流和人性喪失。海德格爾的哲學，就是要反對傳統的形而上學，也就是，反對主體性原則，反對技術對人的統治，恢復真實的人性。
藝術是真理在作品中的自行置入。海德格爾認為，藝術作品的確具有物的特性和物的要素，但藝術作品中所超出物性高於物性的東西，才是藝術作品的本質。所謂真理，並非傳統哲學意義上的真理，而是存在自身的顯現，真理不是藝術家放進去作品中的，而是，存在自動顯現了自己。
藝術品的本質不應從存在者的角度去把握，而應當從存在者的存在去把握。傳統美學的根本錯誤就在於──它是從存在者的角度去把握藝術品的本質。
海德格爾的美學毫無疑問是唯心主義的。現代科技的發展，主體性原則的膨脹，人被技術統治，成為商品和工具，喪失了完滿的人性，而藝術的超功利，昭示了存在的真理，因此能維護人類生存的根基。

### 萨特
让-保罗·萨特早年受胡塞爾、克爾凱郭爾、尼采和海德格爾的影響，提出現象學的本體論，試圖把馬克思主義與存在主義調和為「真正的人學」。他一生中一以貫之的是無政府主義和存在主義。
萨特美學的突出要點，是把美學問題看作有關人、人的命運、和人的自由問題。對人來說，「存在先於本質」人有按照自己的意志塑造自身的選擇自由。人是由自己造就成的東西，人的審美活動，就是這種絕對自由的創造活動。其目的就在於追求自由，這是他美學思想的核心。
藝術創作是滿足人感覺自己是世界本質的手段，不是現實生活的反映，藝術創作對於作者是未完成品，只有通過讀者的閱讀，藝術品才能存在，正是讀者給藝術以生命，作品只是一種召喚，藝術作品的價值就在於召喚自由，使人的自由本質得以實現。